# Mario Kempes
Mario Kempes, teljes nevén Mario Alberto Kempes Chiodi (Bell Ville, 1954. július 15. –) argentin válogatott labdarúgó, minden idők egyik legeredményesebb csatára. Beceneve: El Matador.

## Életpályája
Córdoba tartományban született. Édesapja, Mario, szintén labdarúgó volt. Fia 7 éves korától játszott csapatokban. Már az 1974. évi labdarúgó-világbajnokságon szerepelt, pályája csúcsa azonban az 1978. évi világbajnokság volt, amelynek döntőjét Argentína Kempes két góljával nyerte. Legnagyobb európai sikereit a Valencia CF-fel érte el. 1986 és 1992 között különböző osztrák klubcsapatokban játszott. 1996-ban fejezte be aktív labdarúgó-pályafutását – egy indonéz klubnál. Ezután edzőként működött. Labdarúgó-pályafutása alatt hosszú hajáról is ismert volt – ma már szokványos frizurát visel. Jelenleg az ESPN Deportes elemzőjeként dolgozik és Bristolban (Amerikai Egyesült Államok) él.

## Klubcsapatokban
- Biblioteca Bell
- Instituto Atlético Central Córdoba (1971–1973)
- Rosario Central (1974–1976)
- Valencia (1976–1981; 1982–1984)
- River Plate (1981–1982)
- Hercules Alicante (1984–1986)
- Vienna FC(1986–1987)
- Sankt Pölten (1987–1990)
- Krems (1990–1992)
- Fernández Vial (Chile) (1995)
- Pelitta Hyatt (Indonézia) (1996)

## A válogatottban
- 1973 és 1982 között 43 válogatott mérkőzésén 20 gólt ért el.

## Edzőként
- The Strongest (Bolívia)
- Independiente Petrolero (Bolívia)

## Sikerei, díjai
- 1978 – világbajnok csapat tagja
- 1978. évi vb gólkirálya (6 góllal)
- 1978. évi vb legjobb játékosa
- Dél-Amerikai legjobb labdarúgója (1978)
- Az év labdarúgója Argentínában (1978)
- South American Coach and Player of the Year (By "El Mundo") – 1978
- argentin gólkirály (1974, 1976)
- A spanyol La Liga gólkirálya

1976–1977 (24 gól)
1977–1978 (28 gól)
- Európai Szuperkupa-győztes (1980)
- KEK-győztes (1980)
- argentin bajnok (1981)

## Külső hivatkozások
- Mario Kempes profile, detailed club and national team statistics and honours
- Argentine Glory Kempes the catalyst for Argentine glory
- Classic Players Mario Kempes
- Observer Sport biography